# Basket vid olympiska sommarspelen 1956
Basketturneringen vid olympiska sommarspelen 1956 var de fjärde spelen med basket på programmet. Femton nationer var representerade, vilket kan ses som lågt i jämförelse med många basketturneringar. Totalt 174 spelare var med och tävlade i 56 matcher. Damerna tävlade inte. 
Lagen var uppdelade i 4 grupper, med fyra lag i varje grupp utom i grupp D, där det var tre lag. Alla lag mötte de andra i grupperna. De två bästa lagen i varje grupp gick vidare till kvartsfinalgrupper, där lagen återigen fick möta de andra lagen i gruppen. De två bästa lagen gick vidare till semifinaler, och de utslagna lagen tävlade om platserna 5-15. Turneringen hölls i the Royal Exhibition Building.

## Medaljfördelning
| Klass  | Guld | Silver | Brons |
| Herrar | USA (USA) Carl Cain Bill Hougland K.C. Jones Bill Russell James Walsh William Evans Burdette Haldorsson Ronald Tomsic Richard Boushka Gilbert Ford Robert Jeangerard Charles Darling | Sovjetunionen (URS) Valdis Muizhniek Maigonis Valdmanis Vladimir Torban Stasis Stonkus Kazys Petkevičius Arkadi Bochkarev Janis Krumins Mikhail Semyonov Algirdas Lauritenas Yuri Ozerov Viktor Zubkov Mikhail Studenetsky | Uruguay (URU) Carlos Blixen Ramiro Cortés Héctor Costa Nelson Chelle Nelson Demarco Héctor García Otero Carlos Gonzáles Sergio Matto Oscar Moglia Raúl Mera Ariel Olascoaga Milton Scaron |

## Gruppspel

### Grupp A
| Pos | Lag          | SM | V | F | GP  | IP  | PS   | P | Kvalificerad för     |  | USA | Filippinerna | Japan | Thailand |
| --- | ------------ | -- | - | - | --- | --- | ---- | - | -------------------- |  | --- | ------------ | ----- | -------- |
| 1   | USA          | 3  | 3 | 0 | 320 | 122 | +198 | 6 | Kvartsfinal          |  |     | 121–53       | 98–40 | 101–29   |
| 2   | Filippinerna | 3  | 2 | 1 | 184 | 226 | −42  | 5 | Kvartsfinal          |  |     |              |       | 55–44    |
| 3   | Japan        | 3  | 1 | 2 | 171 | 224 | −53  | 4 | Spel om 9–15:e plats |  |     | 61–76        |       |          |
| 4   | Thailand     | 3  | 0 | 3 | 123 | 226 | −103 | 3 | Spel om 9–15:e plats |  |     |              | 50–70 |          |

### Grupp B
| Pos | Lag           | SM | V | F | GP  | IP  | PS   | P | Kvalificerad för     |  | Frankrike | Sovjetunionen | Kanada | Singapore |
| --- | ------------- | -- | - | - | --- | --- | ---- | - | -------------------- |  | --------- | ------------- | ------ | --------- |
| 1   | Frankrike     | 3  | 3 | 0 | 236 | 183 | +53  | 6 | Kvartsfinal          |  |           |               | 79–62  |           |
| 2   | Sovjetunionen | 3  | 2 | 1 | 255 | 177 | +78  | 5 | Kvartsfinal          |  | 67–76     |               | 97–59  | 91–42     |
| 3   | Kanada        | 3  | 1 | 2 | 206 | 234 | −28  | 4 | Spel om 9–15:e plats |  |           |               |        | 85–58     |
| 4   | Singapore     | 3  | 0 | 3 | 154 | 257 | −103 | 3 | Spel om 9–15:e plats |  | 54–81     |               |        |           |

### Grupp C
| Pos | Lag       | SM | V | F | GP  | IP  | PS  | P | Kvalificerad för     |  | Uruguay | Bulgarien | Republiken Kina | Sydkorea |
| --- | --------- | -- | - | - | --- | --- | --- | - | -------------------- |  | ------- | --------- | --------------- | -------- |
| 1   | Uruguay   | 3  | 3 | 0 | 238 | 187 | +51 | 6 | Kvartsfinal          |  |         | 70–65     | 85–62           | 71–88    |
| 2   | Bulgarien | 3  | 2 | 1 | 242 | 199 | +43 | 5 | Kvartsfinal          |  |         |           |                 | 89–58    |
| 3   | Formosa   | 3  | 1 | 2 | 216 | 249 | −33 | 4 | Spel om 9–15:e plats |  |         | 71–88     |                 |          |
| 4   | Sydkorea  | 3  | 0 | 3 | 194 | 255 | −61 | 3 | Spel om 9–15:e plats |  |         |           | 76–83           |          |

### Grupp D
| Pos | Lag        | SM | V | F | GP  | IP  | PS  | P | Kvalificerad för     |  | Brasilien | Chile | Australien |
| --- | ---------- | -- | - | - | --- | --- | --- | - | -------------------- |  | --------- | ----- | ---------- |
| 1   | Brasilien  | 2  | 2 | 0 | 167 | 125 | +42 | 4 | Kvartsfinal          |  |           |       | 89–66      |
| 2   | Chile      | 2  | 1 | 1 | 137 | 134 | +3  | 3 | Kvartsfinal          |  | 59–78     |       | 78–56      |
| 3   | Australien | 2  | 0 | 2 | 122 | 167 | −45 | 2 | Spel om 9–15:e plats |  |           |       |            |

## Spel om nionde- till femtondeplats

### Grupp 1
| Pos | Lag        | SM | V | F | GP  | IP  | PS  | P | Kvalificerad för      |  | Republiken Kina | Australien | Singapore | Thailand |
| --- | ---------- | -- | - | - | --- | --- | --- | - | --------------------- |  | --------------- | ---------- | --------- | -------- |
| 1   | Formosa    | 3  | 3 | 0 | 218 | 189 | +29 | 6 | Spel om 9–12:e plats  |  |                 |            |           | 65–52    |
| 2   | Australien | 3  | 2 | 1 | 258 | 208 | +50 | 5 | Spel om 9–12:e plats  |  | 73–86           |            | 98–74     | 87–48    |
| 3   | Singapore  | 3  | 1 | 2 | 200 | 215 | −15 | 4 | Spel om 13–15:e plats |  | 64–67           |            |           |          |
| 4   | Thailand   | 3  | 0 | 3 | 150 | 214 | −64 | 3 | Spel om 13–15:e plats |  |                 |            | 50–62     |          |

### Grupp 2
| Pos | Lag      | SM | V | F | GP  | IP  | PS  | P | Kvalificerad för      |  | Kanada     | Japan | Sydkorea |
| --- | -------- | -- | - | - | --- | --- | --- | - | --------------------- |  | ---------- | ----- | -------- |
| 1   | Kanada   | 2  | 2 | 0 | 147 | 123 | +24 | 4 | Spel om 9–12:e plats  |  |            | 73–60 |          |
| 2   | Japan    | 2  | 1 | 1 | 143 | 140 | +3  | 3 | Spel om 9–12:e plats  |  |            |       | 83–67    |
| 3   | Sydkorea | 2  | 0 | 2 | 130 | 157 | −27 | 2 | Spel om 13–15:e plats |  | 63–74 (ÖT) |       |          |

### Placeringsmatcher

#### Spel om trettonde- till femtondeplats
|  | Semifinal | Semifinal |           |    | Match om trettondeplats | Match om trettondeplats |
|  |           |           |           |    |                         |                         |
|  |           |           |           |    |                         |                         |
|  |           |           |           |    |                         |                         |
|  | Thailand  | 47        |           |    |                         |                         |
|  | Thailand  | 47        |           |    |                         |                         |
|  | Sydkorea  | 61        |           |    |                         |                         |
|  | Sydkorea  | 61        | Sydkorea  | 79 |                         |                         |
|  |           |           | Sydkorea  | 79 |                         |                         |
|  |           |           | Singapore | 92 |                         |                         |
|  |           |           | Singapore | 92 |                         |                         |
|  |           |           |           |    |                         |                         |
|  |           |           |           |    |                         |                         |
|  |           |           |           |    |                         |                         |

#### Spel om nionde- till tolfteplats
|  | Semifinaler | Semifinaler |    |         | Match om niondeplats | Match om niondeplats |  |
|  |             |             |    |         |                      |                      |  |
|  |             |             |    |         |                      |                      |  |
|  | Formosa     | 61          |    |         |                      |                      |  |
|  | Japan       | 82          |    |         |                      |                      |  |
|  |             |             |    |         |                      |                      |  |
|  |             |             |    |         |                      |                      |  |
|  |             |             |    |         | Japan                | 60                   |  |
|  |             | Kanada      | 75 |         |                      |                      |  |
|  |             |             |    |         |                      |                      |  |
|  |             |             |    |         |                      |                      |  |
|  |             |             |    |         | Match om elfteplats  |                      |  |
|  |             |             |    |         |                      |                      |  |
|  | Australien  | 38          |    | Formosa | 87                   |                      |  |
|  | Kanada      | 83          |    |         | Australien           | 70                   |  |

## Slutspel

### Kvartsfinaler

#### Grupp A
| Pos | Lag          | SM | V | F | GP  | IP  | PS  | P | Kvalificerad för    |  | Frankrike  | Uruguay | Chile | Filippinerna |
| --- | ------------ | -- | - | - | --- | --- | --- | - | ------------------- |  | ---------- | ------- | ----- | ------------ |
| 1   | Frankrike    | 3  | 2 | 1 | 195 | 187 | +8  | 5 | Spel om 1–4:e plats |  |            |         | 71–60 |              |
| 2   | Uruguay      | 3  | 2 | 1 | 221 | 209 | +12 | 5 | Spel om 1–4:e plats |  | 62–66      |         | 80–73 | 79–70 (ÖT)   |
| 3   | Chile        | 3  | 1 | 2 | 221 | 220 | +1  | 4 | Spel om 5–8:e plats |  |            |         |       | 88–69        |
| 4   | Filippinerna | 3  | 1 | 2 | 204 | 225 | −21 | 4 | Spel om 5–8:e plats |  | 65–58 (ÖT) |         |       |              |

#### Grupp B
| Pos | Lag           | SM | V | F | GP  | IP  | PS   | P | Kvalificerad för    |  | USA   | Sovjetunionen | Bulgarien | Brasilien |
| --- | ------------- | -- | - | - | --- | --- | ---- | - | ------------------- |  | ----- | ------------- | --------- | --------- |
| 1   | USA           | 3  | 3 | 0 | 283 | 150 | +133 | 6 | Spel om 1–4:e plats |  |       |               |           | 113–51    |
| 2   | Sovjetunionen | 3  | 2 | 1 | 208 | 209 | −1   | 5 | Spel om 1–4:e plats |  | 55–85 |               |           |           |
| 3   | Bulgarien     | 3  | 1 | 2 | 182 | 224 | −42  | 4 | Spel om 5–8:e plats |  | 44–85 | 56–66         |           | 82–73     |
| 4   | Brasilien     | 3  | 0 | 3 | 192 | 282 | −90  | 3 | Spel om 5–8:e plats |  |       | 68–87         |           |           |

### Spel om femte- till åttondeplats
|  | Semifinaler     | Semifinaler  |    |          | Match om femteplats  | Match om femteplats |  |
|  |                 |              |    |          |                      |                     |  |
|  |                 |              |    |          |                      |                     |  |
|  | A3 Chile        | 64           |    |          |                      |                     |  |
|  | B4 Brasilien    | 89           |    |          |                      |                     |  |
|  |                 |              |    |          |                      |                     |  |
|  |                 |              |    |          |                      |                     |  |
|  |                 |              |    |          | B4 Brasilien         | 52                  |  |
|  |                 | B3 Bulgarien | 64 |          |                      |                     |  |
|  |                 |              |    |          |                      |                     |  |
|  |                 |              |    |          |                      |                     |  |
|  |                 |              |    |          | Match om sjundeplats |                     |  |
|  |                 |              |    |          |                      |                     |  |
|  | A4 Filippinerna | 70           |    | A3 Chile | 68                   |                     |  |
|  | B3 Bulgarien    | 80           |    |          | A4 Filippinerna      | 75                  |  |

### Spel om första- till fjärdeplats
|  | Semifinaler      | Semifinaler |    |              | Final            | Final |  |
|  |                  |             |    |              |                  |       |  |
|  |                  |             |    |              |                  |       |  |
|  | A1 Frankrike     | 49          |    |              |                  |       |  |
|  | B2 Sovjetunionen | 56          |    |              |                  |       |  |
|  |                  |             |    |              |                  |       |  |
|  |                  |             |    |              |                  |       |  |
|  |                  |             |    |              | B2 Sovjetunionen | 55    |  |
|  |                  | B1 USA      | 89 |              |                  |       |  |
|  |                  |             |    |              |                  |       |  |
|  |                  |             |    |              |                  |       |  |
|  |                  |             |    |              | Bronsmatch       |       |  |
|  |                  |             |    |              |                  |       |  |
|  | A2 Uruguay       | 38          |    | A1 Frankrike | 62               |       |  |
|  | B1 USA           | 101         |    |              | A2 Uruguay       | 71    |  |

## Slutställning
1. USA
2. Sovjetunionen
3. Uruguay
4. Frankrike
5. Bulgarien
6. Brasilien
7. Filippinerna
8. Chile
9. Kanada
10. Japan
11. Formosa
12. Australien
13. Singapore
14. Sydkorea
15. Thailand